# 7253 Nara
7253 Nara è un asteroide della fascia principale. Scoperto nel 1993, presenta un'orbita caratterizzata da un semiasse maggiore pari a 3,1828937 UA e da un'eccentricità di 0,0433234, inclinata di 4,69615° rispetto all'eclittica.